# Thompsonella colliculosa
Thompsonella colliculosa är en fetbladsväxtart som beskrevs av R. Moran. Thompsonella colliculosa ingår i släktet Thompsonella och familjen fetbladsväxter. Inga underarter finns listade i Catalogue of Life.